# Chochołowska Polana
Polana Chochołowska – polana w Dolinie Chochołowskiej w Tatrach Zachodnich. Położona jest na wysokości 1090–1150 m n.p.m. Leży w granicach Tatrzańskiego Parku Narodowego.
Jest to największa polana w polskich Tatrach i jedna z największych w całych Tatrach. Dawniej była jednym z głównych ośrodków pasterstwa w Tatrach, wchodziła w skład Hali Chochołowskiej. Była koszona i wypasana, pasiono tutaj owce i bydło. Jerzy Mieczysław Rytard pisał o tej polanie w 1923: „Rozległa hala z mnóstwem szałasów i szop, rozbrzmiewająca dzwoneczkami owiec i krów, otoczona potężnymi szczytami, piękna w owiewającym ją pastersko-górskim stroju.”. W 1930 r. stało na niej 60 różnego rodzaju budynków; szałasów, szop, stodół z sianem. Służyły one nie tylko celom gospodarczym, ale były również bazą noclegową dla kłusowników, przemytników i taterników. Rzędy z dużych kamieni wyznaczały granice działek własnościowych. Jeszcze w drugiej połowie lat 50. Stanisław Berezowski notował: „Latem gazduje na niej pięciu, a czasem nawet sześciu baców z Chochołowa, Dzianisza i Cichego. Stoi tu około trzydziestu zbudowanych z okrąglaków i krytych dranicami budynków pasterskich, a latem pasie się tu około 500 owiec i 100 krów.” Według danych z dzieła „Pasterstwo Tatr Polskich i Podhala” (t. VI – mapa) w 1956 r. znajdowało się na niej 31 różnych zabudowań pasterskich. Inwentaryzacja z roku 1975 wykazała jedynie 21 z nich, w tym 5 z funkcjami mieszkalnymi, 10 szop inwentarskich, 5 fenili (szop na siano) i 1 z inną funkcją..
Nazwa polany pochodzi od wsi Chochołów, która w XVI w. otrzymała prawa do jej wypasania. W 1821 r. siedem wsi (później dołączyła jeszcze jedna) zebrało pieniądze na wykupienie znacznego obszaru Tatr w rejonie Doliny Chochołowskiej i Lejowej. Niepiśmienni górale zawierzyli je swojemu pełnomocnikowi – księdzu Józefowi Szczurkowskiemu z Czarnego Dunajca, który w czasie podpisywania transakcji w grudniu 1819 roku prowadził parafię w Bóbrce (pow. krośnieński). Ten jednak zapisał wykupione od zaborców austriackich tereny na siebie, później zostały one sprzedane i przeszły na własność obcych ludzi. Dopiero w wyniku długotrwałych procesów sądowych górale odzyskali swoją własność w 1867 r. Po II wojnie światowej włączono te tereny do TPN i górale utracili prawo do gospodarowania nimi. Znów musieli się procesować; w 1983 r. odzyskali prawo do gospodarowania polaną, ale pod nadzorem TPN. Obecnie polana stanowi własność Wspólnoty Leśnej Uprawnionych Ośmiu Wsi z siedzibą w Witowie.
Na polanie istnieje jeszcze spora grupka budowli pasterskich, bufet góralski i prowadzony jest kulturowy wypas owiec. W sezonie zimowym czynny jest składany wyciąg narciarski. W górnej (zachodniej) części polany działa schronisko PTTK na Polanie Chochołowskiej. Schronisko to jest główną bazą wypadową w Tatry Zachodnie, w zimie również ośrodkiem narciarskim (narciarstwo uprawia się nie tylko na samej polanie – wyznakowane są również nartostrady ze szczytów gór ponad polaną). Obok schroniska stacja meteorologiczna i budynek TOPR. Pod lasem stoi drewniana kapliczka w góralskim stylu (kaplica na Polanie Chochołowskiej) pod wezwaniem św. Jana Chrzciciela. W niedzielę odbywają się w niej msze. Polana słynna jest z masowo zakwitających na początku wiosny krokusów.
W 1938 r. na Polanie Chochołowskiej odbyła się nieudana próba pobicia światowego rekordu w locie wysokościowym balonem, który nazwano „Gwiazda Polski”. Planowano wznieść się na wysokość 30 km, ale w trakcie napełniania powłoki wodór wybuchł.
Z polany rozlegają się widoki na Grzesia, Wołowiec, Jarząbczy Wierch, Bobrowiec i potężny masyw pobliskiego Kominiarskiego Wierchu. Dobrze widoczne są stąd też ostre turnie Chochołowskich Mnichów.

## Szlaki turystyczne
przez całą długość Doliny Chochołowskiej z Siwej Polany przez polanę Huciska na Polanę Chochołowską, stąd dalej Doliną Chochołowską Wyżnią na grzbiet pomiędzy Rakoniem i Wołowcem
- Czas przejścia z Siwej Polany do schroniska: 2:10 h, ↓ 1:45 h
- Czas przejścia ze schroniska na grzbiet między Rakoniem a Wołowcem: 2:15 h, ↓ 1:45 h

 Bobrowieckim Żlebem na Grzesia. Czas przejścia: 1:30 h, ↓ 1 h
 na Trzydniowiański Wierch przez Wyżnią Jarząbczą Polanę. Czas przejścia: 2:20 h, ↓ 1:55 h
 szlak papieski, biegnący razem ze szlakiem czerwonym przez Wyżnią Jarząbczą Polanę do Doliny Jarząbczej. Czas przejścia: 50 min, ↓ 45 min
 przez polanę do kapliczki i schroniska PTTK.

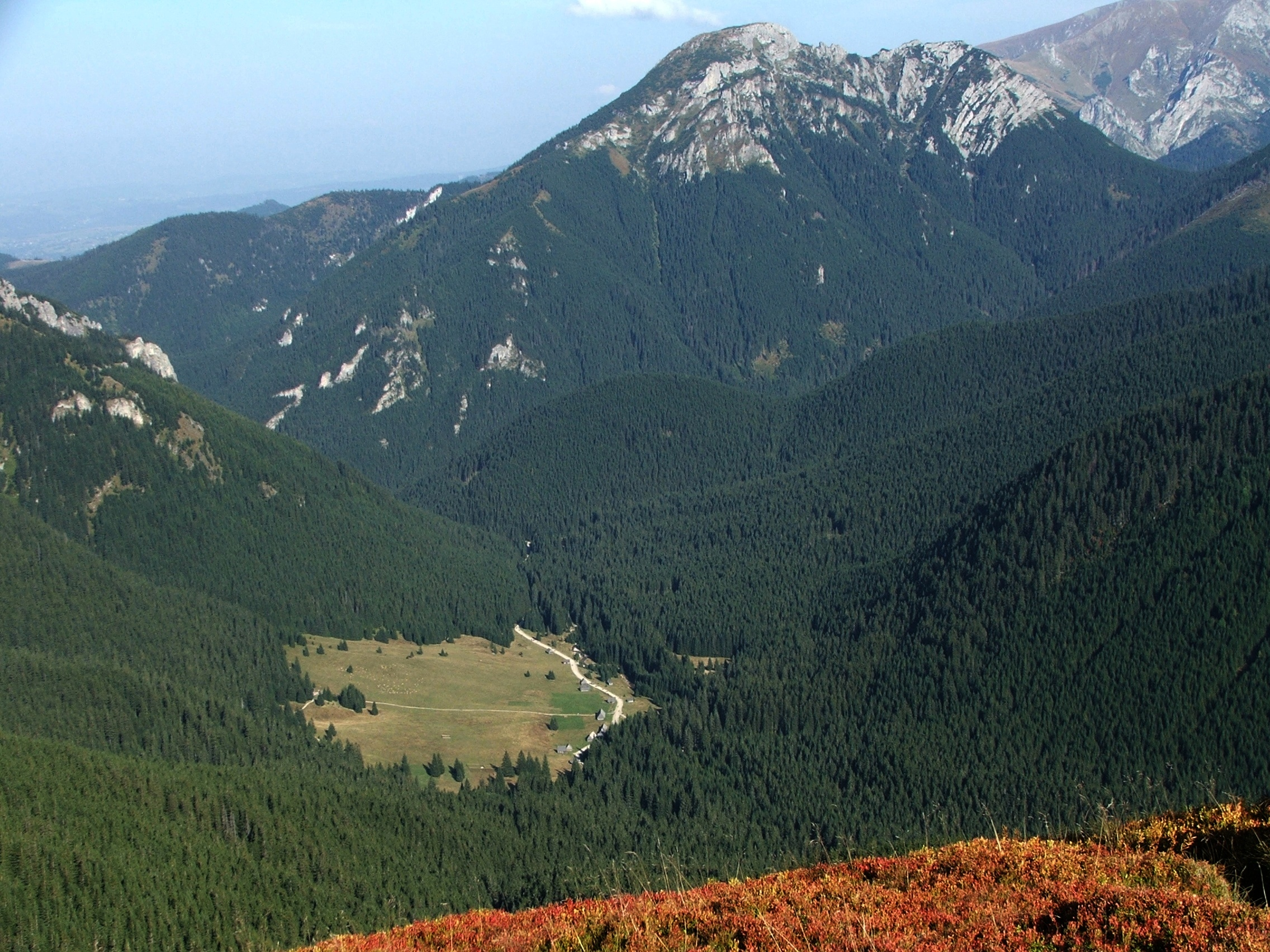
Widok z Grzesia
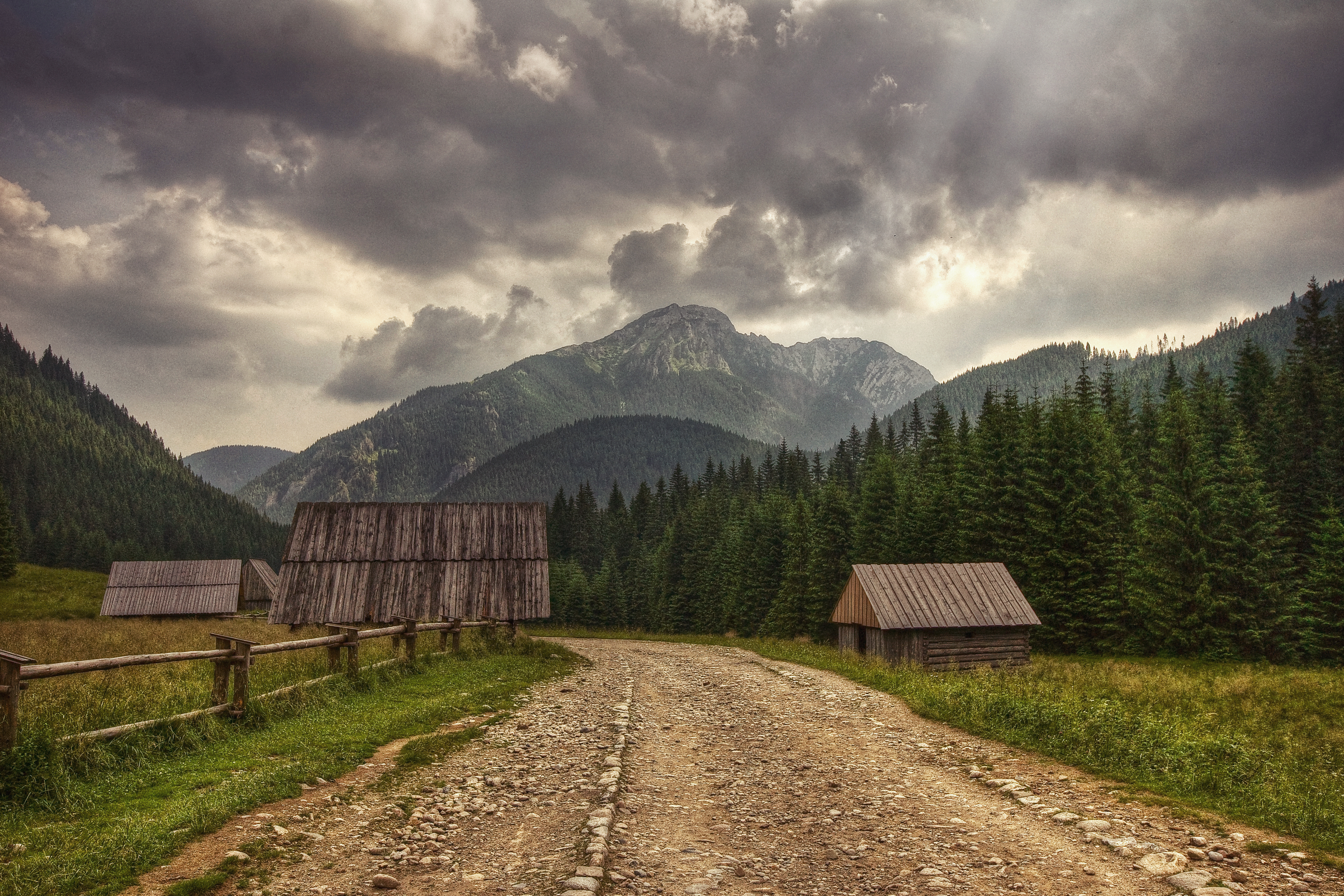
Szałasy Polany Chochołowskiej
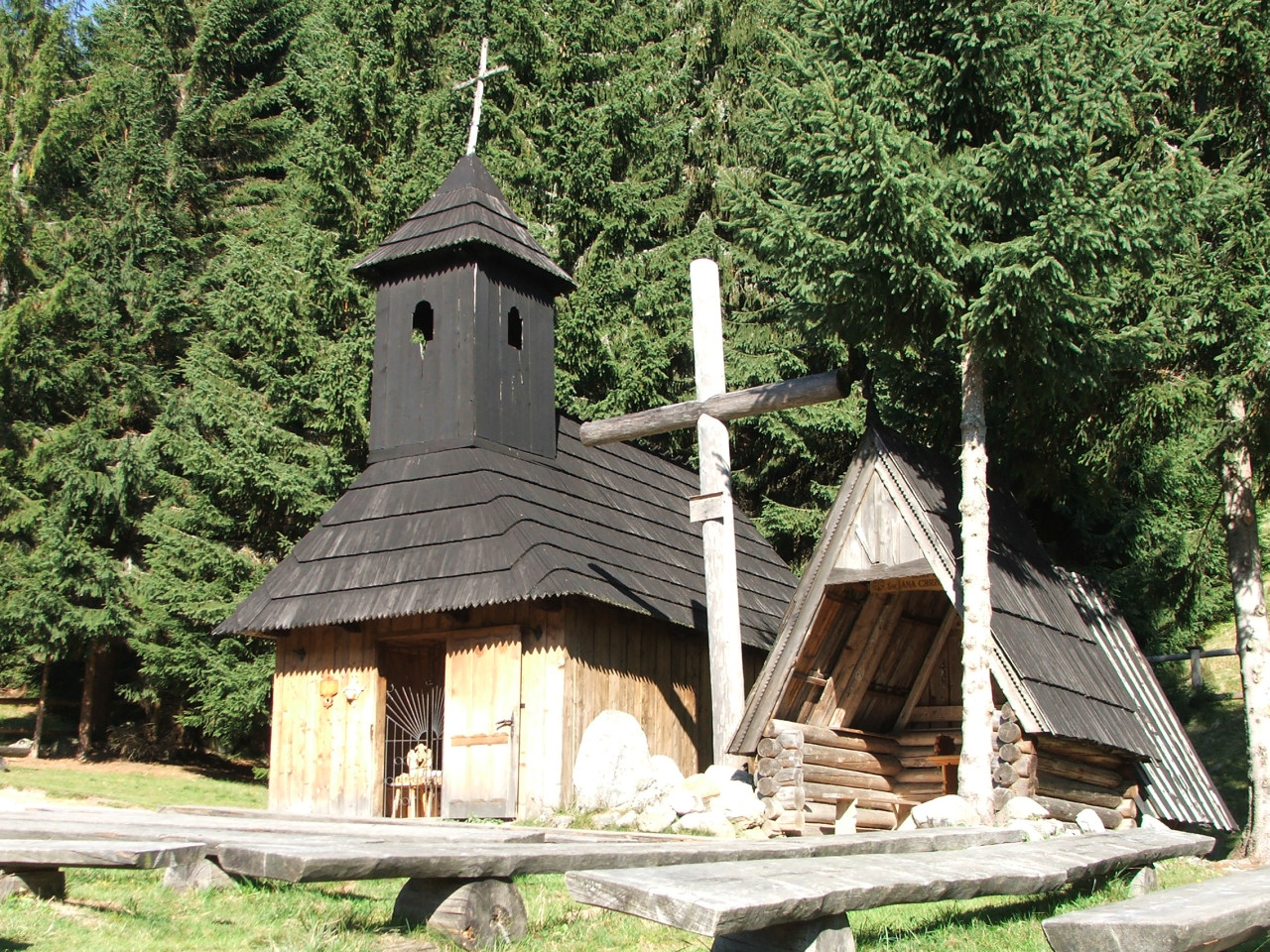
Kaplica św. Jana Chrzciciela
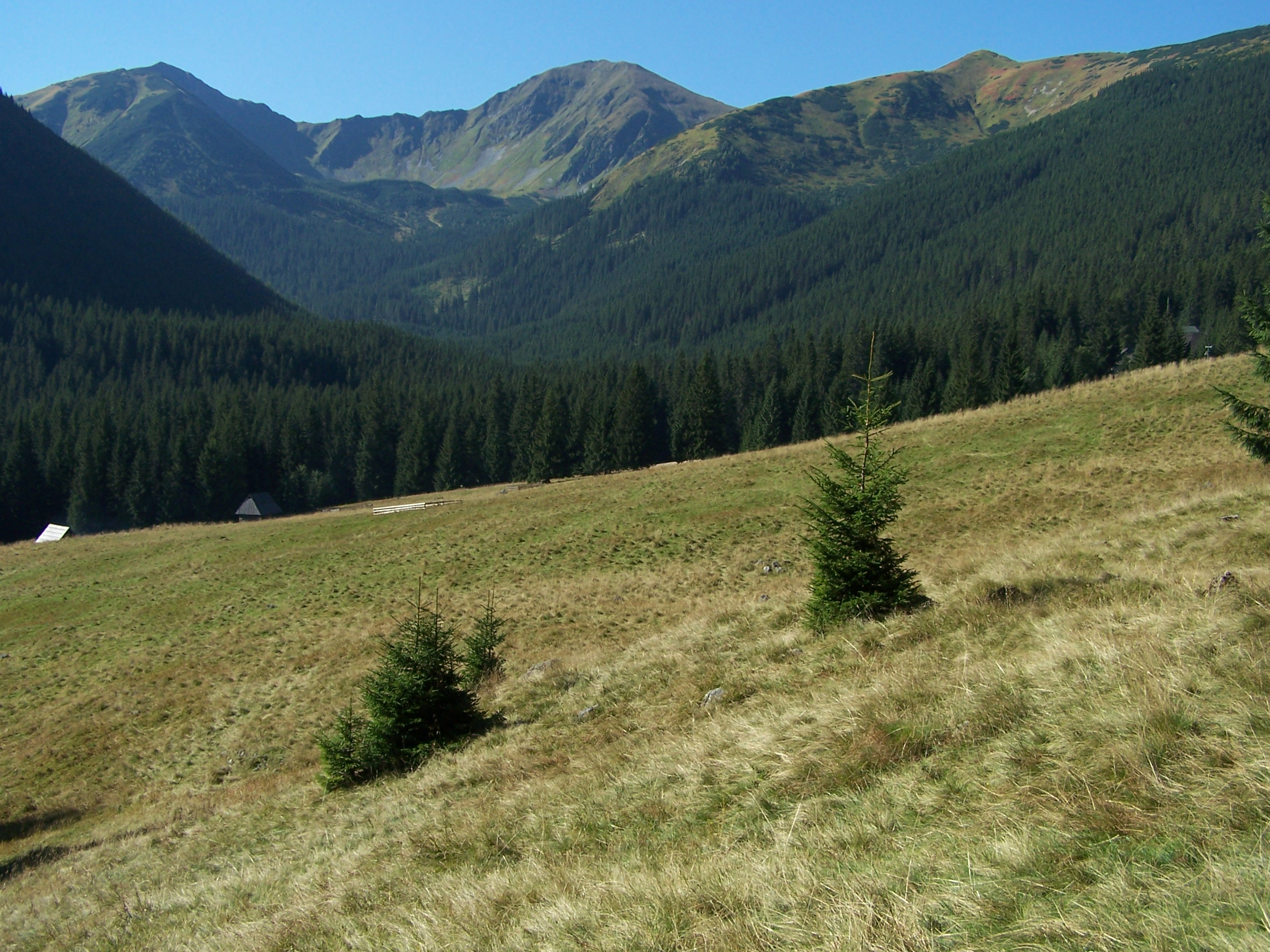
Widok na Czerwony Wierch i Wołowiec